# Mission Kashmir
A Mission Kashmir egy 2000-es bollywoodi film; rendezte:Vidhu Vinod Chopra. 
Főszereplők: Sanjay Dutt, Hritik Rosan, Príti Zinta és Jackie Shroff

## Szereplők
- Sanjay Dutt …  SSP Inayat Khan
- Hritik Rosan …  Altaaf
- Jackie Shroff …  Hilal Kohistani
- Príti Zinta …  Sufiya Parvez
- Sonali Kulkarni …  Neelima
- Puru Rajkumar …  Malik Ul Khan
- Abhay Chopra …  Avinash Mattoo
- Vineet Sharma …  Gurdeep Singh
- Rajendra Gupta …  Chief Secretary
- Mohsin …  Young Altaaf
- Yogin Soni …  Irfaan